# ماتاری
ماتاری (به لاتین: Matara Divisional Secretariat) یک منطقهٔ مسکونی در سری‌لانکا است که در ناحیه ماتارا واقع شده‌است. ماتاری ۵۳٫۹ کیلومتر مربع مساحت و ۱۱۴٬۲۹۸ نفر جمعیت دارد.